# Кизил-Чираа
Сільське поселення (сумон) Кизил-Чираа (рос. Кызыл-Чыраа) входить до складу Тес-Хемського кожууна Республіки Тива Російської Федерації. 

## Населення
Населення сумона станом на 1 січня року
| Рік    | 2011 | 2012 | 2013 | 2014 | 2015 |
| ------ | ---- | ---- | ---- | ---- | ---- |
| Насел. | 839  | 861  | 837  | 850  | 867  |